# Giovanni Battista Trabattone
Giovanni Battista Trabattone (Ivrea, 1600 circa – 1682) è stato un compositore e maestro di cappella italiano.

## Biografia
Originario di Ivrea, era probabilmente parente di Egidio e di Bartolomeo Trabattone, entrambi organisti e maestri di cappella al Duomo di Varese (il primo dal 1625 al 1638, il secondo durante la seconda metà del XVII sec.). Giovanni Battista fu maestro di cappella del Duomo di Torino dal 1632 fino alla morte. Ebbe lo stesso incarico a corte. Nel novembre 1633 venne nominato "musico di camera di S.A.R.": mantenne anche questo posto fino alla morte.
Si conservano tre suoi mottetti stampati all'interno dei Sacri concerti di Giovanni Carisio (Venezia 1664). Si conserva manoscritto l'inno a quattro voci Deus tuorum militum.